# Raoul Bortoletto
Raoul Bortoletto (Treviso, 9 maggio 1925 – Treviso, 4 gennaio 2003) è stato un calciatore e allenatore di calcio italiano, di ruolo centrocampista.

## Biografia
Era fratello di Piero Bortoletto, a sua volta ex calciatore professionista ed allenatore.

## Caratteristiche tecniche
Nella sua carriera rivestì i ruoli di mezzala destra, mediano, centrocampista esterno e terzino destro. Dotato di buona tecnica, seppe destreggiarsi particolarmente sui terreni bagnati.

## Carriera

### Giocatore

#### Club
Cresciuto nelle giovanili del Treviso, esordì nella prima squadra nel campionato 1941-42. La gara d'esordio fu Marzotto-Treviso (1-0) del 14 giugno 1942.
Nel 1946 esordì in serie A con la maglia della Fiorentina. Quindi vestì le maglie dell'Empoli (serie B), della Lucchese (serie A), della Roma (con cui centrò la promozione dalla serie cadetta alla A) e del Cagliari (serie B), per poi terminare la carriera di calciatore nella stagione 1957-1958 al Vittorio Veneto (quarta serie).

Raoul Bortoletto

#### Nazionale
Militò per la prima volta nella nazionale giovanile il 26 ottobre 1952 nella gara Italia-Egitto (6-1).
Chiamato da Giuseppe Meazza, esordì nella nazionale maggiore il 17 maggio 1953 a Roma nella settima gara della Coppa Internazionale. L'incontro fu Italia-Ungheria (0-3), e sarà la sua unica apparizione con la maglia azzurra.

### Allenatore
Dopo l'esonero di Carlo Rigotti e in attesa del ritorno di Silvio Piola, il 13 gennaio 1957 nella quindicesima giornata di Serie B si sedette sulla panchina del Cagliari, squadra di cui faceva parte come calciatore, contro la Pro Patria, e ottenne una vittoria per 2-1. Una volta ritiratosi definitivamente, come allenatore diresse prima la Feltrese e successivamente il Nervesa, per poi abbandonare il calcio.

## Statistiche

### Cronologia presenze e reti in nazionale
| Cronologia completa delle presenze e delle reti in nazionale ― Italia | Cronologia completa delle presenze e delle reti in nazionale ― Italia | Cronologia completa delle presenze e delle reti in nazionale ― Italia | Cronologia completa delle presenze e delle reti in nazionale ― Italia | Cronologia completa delle presenze e delle reti in nazionale ― Italia | Cronologia completa delle presenze e delle reti in nazionale ― Italia | Cronologia completa delle presenze e delle reti in nazionale ― Italia | Cronologia completa delle presenze e delle reti in nazionale ― Italia |
| Data                                                                  | Città                                                                 | In casa                                                               | Risultato                                                             | Ospiti                                                                | Competizione                                                          | Reti                                                                  | Note                                                                  |
| --------------------------------------------------------------------- | --------------------------------------------------------------------- | --------------------------------------------------------------------- | --------------------------------------------------------------------- | --------------------------------------------------------------------- | --------------------------------------------------------------------- | --------------------------------------------------------------------- | --------------------------------------------------------------------- |
| 17-5-1953                                                             | Roma                                                                  | Italia                                                                | 0 – 3                                                                 | Ungheria                                                              | Coppa Internazionale 1948-1953                                        | -                                                                     |                                                                       |
| Totale                                                                |                                                                       | Presenze                                                              | 1                                                                     |                                                                       | Reti                                                                  | 0                                                                     |                                                                       |

## Palmarès

### Giocatore

#### Competizioni nazionali
- Campionato italiano di Serie B: 1

Roma: 1951-1952